# 普雷沃特島
普雷沃特島（英語：Prevot Island）是南極洲的島嶼，位於威廉群島中沃沃曼斯群島的一部分，處於米勒島東北面0.9公里，在1956年由阿根廷地理委員會命名，現時由南極條約體系管理。